# Bazurto
Bazurto est une telenovela colombienne diffusée entre le 13 janvier et le 31 mars 2014 sur Caracol Televisión.

## Synopsis
Utilisant aujourd'hui le désordre provoqué par la première version de la Coupe du Monde de Champeta à Carthagène, le puissant groupe de Harvey Noriega, dédié aux grands et spectaculaires vols, a pour mission de voler la Sainte-Hélène, un trésor antique sauvé du fond de la mer et caché dans la voûte gardée de la banque Colombo-Espagnole sous le commandement de son président, Vicente Domínguez de Alba. Mais ce qui semblait être le plan parfait finit par être un échec retentissant. Maintenant, Harvey veut venger la mort de son fils, alors il va tromper sa filleule Flora, la prochaine reine des Champeta, un genre musical indigène de Carthagène, en l’utilisant comme appât pour infiltrer la vie de Vicente, qu’il considère comme directement responsable. Vos malheurs. Cette fois, Noriega pense avoir tout sous contrôle. Mais parfois, la déception et l'amour peuvent devenir incontrôlables. Bazurto est une série pleine d'action et de drame, encadrée dans le monde inconnu et audacieux de Champeta, avec une forte dose de musique, de sensualité et de paysages spectaculaires, qui révélera toute la saveur et la réalité d'une Carthagène jamais vue auparavant.

## Distribution
- Carmen Villalobos : Flora María Díaz
- Miguel de Miguel : Vicente Domínguez de Alba
- Fernando Solórzano : Harvey Noriega
- Tatiana de los Ríos : Mireya Heredia
- Alfonso Olave : Dixon Steven Díaz/Dixon Noriega
- Khris Cifuentes : Watusi Herrera
- Matilde Lemaitre : Sofía Domínguez
- Alejandro Otero : Imanol Otero
- Tatiana Rentería : Silvia Barrero
- Carlos A. Buelvas : Marcos Barraza
- Ignacio Meneses : Pablo Nuñez
- Édgar Vittorino : Candelario Díaz
- Julián Díaz : Maximiliano "Maxi" Martelo
- Eduardo López : Ronald "Agua Mala"
- Juan Calderón : Vladimir "Caresapo"
- Gianina Arana : Karen
- Rashed Estefenn : Genaro Calvache/Díaz Granados
- Bryan Moreno : Robinson Noriega
- Ivette Zamora : Belén Candanosa
- Nina Caicedo : Celina
- Héctor Durango : Sabroso
- Pedro Rendón : Johnny
- Waldo Urrego : Sombra
- Juan Carlos Solarte : colonel Adolfo Torres
- Lina Restrepo : Sandra Liliana Quinto

## Diffusion
- Caracol Televisión (2014)